# Forte de Comorão

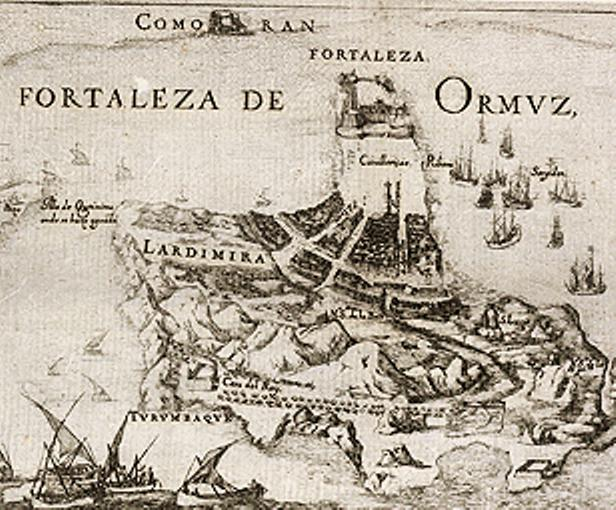
Fortaleza de Ormuz (século XVII): acima, do outro lado do estreito, Comorão.

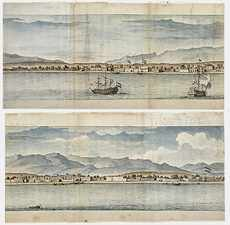
Porto de Bandar Abbas, Pérsia (aquarela neerlandesa, 1704).

O Forte de Comorão localizava-se em Comorão ("Goombron") atual Bandar Abbas, província de Hormozgan, no Sul do Irão. Ocupava uma posição estratégica na região do estreito de Ormuz.

## História
O forte protegia os poços de água potável que daqui abasteciam a posição portuguesa em Ormuz.
Ele e povoação capitularam ante um ataque naval das forças persas, sob o comando do Xá Abas I da Pérsia, em 22 de setembro de 1614, passando a povoação a denominar-se Bandar-e'Abbās, ou "Porto de 'Abbās".
Mais tarde, passou a ser conhecida nos mapas britânicos como Gombraun ou Gameroon.